# Бауманн, Херманн
Херманн Бауманн (нем. Hermann Baumann; 23 января 1921, Швейцария — неизвестно) — швейцарский борец вольного стиля, бронзовый призёр Олимпийских игр по борьбе 

## Биография
Родился в 1921 году. 
Представлял Швейцарию на Олимпийских играх 1948 года, боролся в лёгком (до 67 килограммов) весе и сумел завоевать бронзовую медаль Олимпийских игр. 
См. таблицу турнира